# Raisonnement panglossien
Le raisonnement panglossien (ou effet Pangloss) est un processus argumentatif erroné et trompeur consistant à raisonner à rebours vers une cause possible parmi d’autres, vers un scénario préconçu ou vers la position que l’on souhaite prouver.

## Origine
Elle tire son nom de Pangloss, philosophe fictif affirmant que tout arrive pour une raison, provenant du conte philosophique Candide ou l'Optimisme de Voltaire. Ce dernier ridiculise la tendance à croire que l'existence de toute chose s'explique par le fait qu'elle remplit une fonction précise,
.

## Exemples
La banane a été créée pour être facile à éplucher.
Le monde est adapté aux hommes, cela est donc obligatoirement le fruit d'une volonté divine.